# 第1軍團 (德國國防軍)
第1集团军（德語：1. Armee）是二战期间纳粹德国的一个集团军，成立于1939年8月，撤销于1945年5月。

## 历史

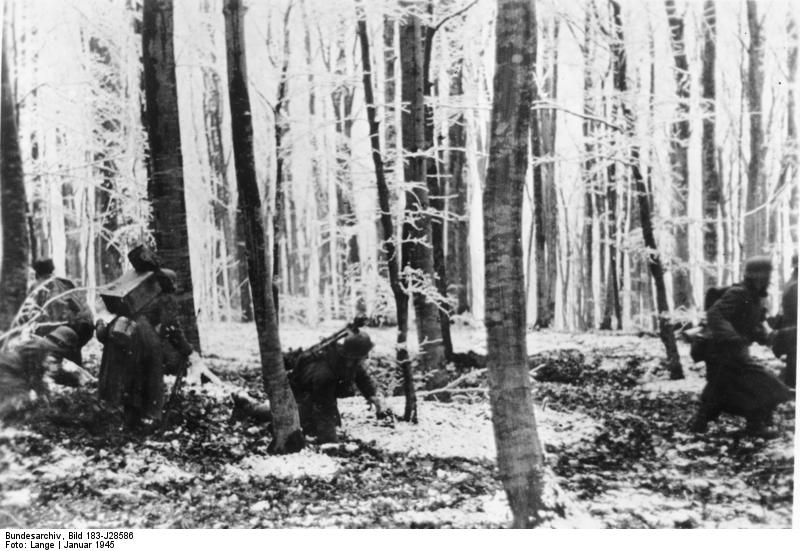
1945年1月，阿登反击战。随着高喊“万岁！”（Hurra）德国第1集团军的掷弹兵向敌人的阵地扑去，该阵地暂时将他们与邻近的部队分开。 他们边跑边开枪和轻机枪。 敌人在集中兵力和最后努力后撤退，不久后该团在遭受轻微损失后成功突围

1939年8月26日，陆军第1集团军组建，埃尔温·冯·维茨莱本陆军大将担任司令，陆军第1集团军的任务是抵御同盟国军队可能越过马奇诺防线对纳粹德国发动的进攻，1940年5月，第1集团军突破了马奇诺防线攻入法国。此后3年间第1集团军一直驻扎在法国。
1944年6月，盟军发动了诺曼底战役，经过激烈的抵抗后，第1集团军于1944年8月撤退到洛林，并进行了重组。陆军第1集团军随后参与了阻止美国第三集团军渡过摩泽尔河以及阻止其占领梅斯（洛林地区首府）的战斗，同时还参与了试图守住佛日山脉北部以阻止美国第7集团军前进的战斗。
1944年底，第1集团军撤退到德国的国境线上并担负起守卫萨尔的任务，1944年12月16日，纳粹德国发动了阿登反击战，美国第三集团军被迫北上增援友军，美国陆军第7集团军把部分士兵、装备及物资送往在阿登山区参加反击纳粹德国的友军部队。纳粹德国在此时发动了北风行动，第1集团军于1945年1月1日向美国第7集团军发动了进攻，给美国第7集团军造成了较大伤亡。北风行动结束后，第1集团军撤退至齐格菲防线，随后在盟军的攻势下被迫撤退至莱茵河，随后又撤退到多瑙河。1945年5月6日，第1集团军向同盟国投降。

## 戰鬥序列

### 隶属

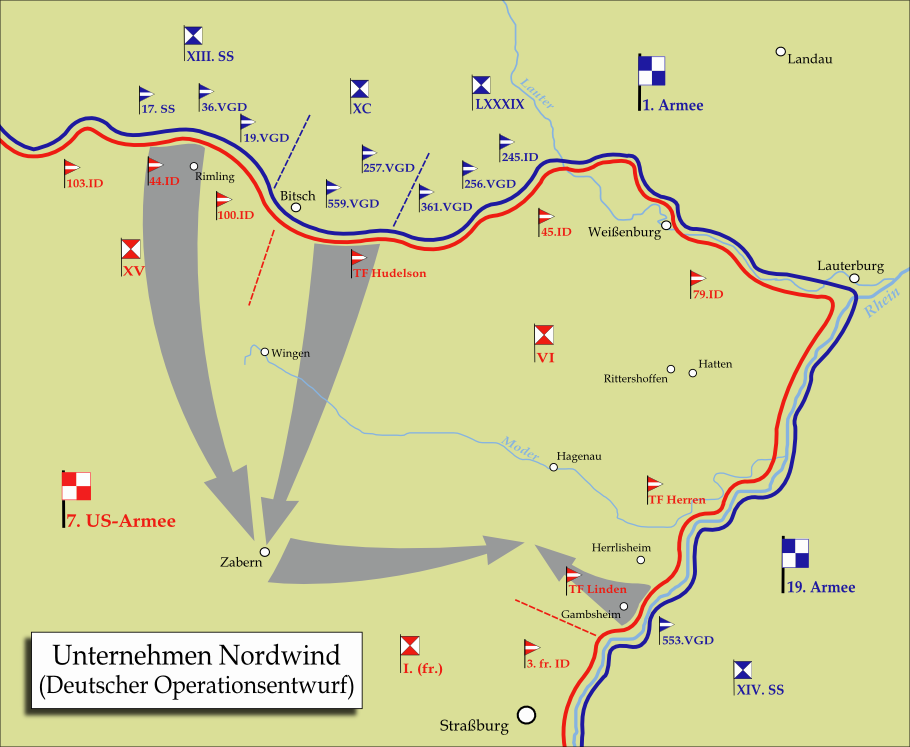
北风行动中的第1集团军

| 隶属于    | 时间                                                |
| --------- | --------------------------------------------------- |
| C集团军群 | 1939年9月—1940年10月                                |
| D集团军群 | 1939年9月—1944年5月                                 |
| G集团军群 | 1944年5月—1945年5月（G集团军群此时隶属于D集团军群） |

### 下轄
| 附屬單位 | 附屬單位                    |
| -------- | --------------------------- |
| 1939     |                             |
| 9月9日   | 第9軍 第24軍 第12軍         |
| 1940     |                             |
| 5月10日  | 第12軍 第24軍 第30軍 第37軍 |

## 指挥官

### 司令
- 埃尔温·冯·维茨莱本大将（1939年8月26日—1940年10月23日）
- 约翰内斯·布拉斯科维茨大将（1940年10月24日—1944年5月2日）
- 约阿希姆·利默尔森上将（1944年5月3日—1944年6月3日）
- 库尔特·冯·德·切瓦勒里上将（1944年6月4日—1944年9月5日）
- 海因里希·奥托·恩斯特·冯·克诺贝尔斯多夫上将（1944年9月6日—1944年11月29日）
- 汉斯·冯·奥布斯菲尔德上将（1944年11月30日—1945年2月27日）
- 赫尔曼·弗奇上将（1945年2月28日—1945年5月4日）
- 鲁道夫·科赫-埃尔帕赫上将（1945年5月6日—1945年5月8日）

### 總參謀長
- 弗里德里希·米斯少将：1939年9月1日—1940年2月5日
- 卡尔·希尔伯特少将：1940年2月5日—1940年10月25日
- 埃德加·罗赫特少将：1940年10月25日—1942年6月16日
- 安东·雷查德·冯·毛亨海姆男爵少将：1942年6月16日—1943年8月1日
- 格哈德·费耶阿本德上校：1943年8月1日—1944年9月10日
- 威利·曼蒂上校：1944年9月10日—1944年12月7日
- 赫尔穆特·莱因哈特少将：1944年12月7日—1945年2月20日
- 沃尔夫冈·豪瑟少将：1945年2月20日—1945年5月6日